# Флерсхајм на Мајни
Флерсхајм на Мајни (њем. Flörsheim am Main) град је у њемачкој савезној држави Хесен. Једно је од 12 општинских средишта округа Мајн-Таунус. Према процјени из 2010. у граду је живјело 20.187 становника. Посједује регионалну шифру (AGS) 6436004.

## Географски и демографски подаци
Флерсхајм на Мајни се налази у савезној држави Хесен у округу Мајн-Таунус. Град се налази на надморској висини од 90 метара. Површина општине износи 23,0 km². У самом граду је, према процјени из 2010. године, живјело 20.187 становника. Просјечна густина становништва износи 880 становника/km².

## Међународна сарадња
| Мјесто | Држава    | Врста сарадње | Од    |
| ------ | --------- | ------------- | ----- |
|        | Пољска    | партнерство   | 2005. |
|        | Турска    | пријатељство  | 2003. |
|        | Француска | партнерство   | 1992. |
| Извор  |           |               |       |